# (32906) 1994 RH
1994 أر إتش (ويعرف أيضًا باسم (32906) 1994 أر إتش وفق تسمية الكوكب الصغير) (بالإنجليزية: 1994 RH)‏ هو كويكب ضمن حزام الكويكبات؛ وترتيبه 32906 من حيث الاكتشاف.
اكتُشف هذا الجُرم الفلكي بواسطة كينيث جاي لورانس في 2 سبتمبر 1994.

## وصلات خارجية
- (32906) 1994 RH في قاعدة بيانات مختبر الدفع النفاث لأجرام النظام الشمسي الصغيرة

- الاكتشاف · مخطط المدار ·  العناصر المدارية · المعلمات المادية

- (32906) 1994 RH على موقع ويكي سكاي: DSS2, SDSS, GALEX, IRAS, Hydrogen α, X-Ray, Astrophoto, Sky Map, Articles and images